# 水湖镇
水湖镇，是中华人民共和国安徽省合肥市长丰县下辖的一个镇。

## 行政区划
水湖镇下辖以下地区：
长丰社区、长合社区、吴山社区、长寿社区、长淮社区、水湖社区、李集社区、钱岗社区、岗城社区、庙岗村、伍岗村、阮巷村、费岗村、李杨村、李岗村、小岗村、颜湖村、南孔村、大周村、丰峡村、张祠村、长岗村、李拐村、金瓦村、俞岗村、兴隆村、蒋赵村、裴户村、周圩村、周巷村、谢户村、拐王村、孔圩村和国营水家湖农场。